# Расселл (округ Лінкольн, Вісконсин)
Расселл (англ. Russell) — місто (англ. town) в США, в окрузі Лінкольн штату Вісконсин. Населення — 693 особи (2020).

## Демографія
Згідно з переписом 2010 року, у місті мешкало 677 осіб у 276 домогосподарствах у складі 190 родин. Було 385 помешкань
Расовий склад населення:
| - 97,3 % — білих - 0,6 % — чорних або афроамериканців - 0,3 % — вихідців з тихоокеанських островів - 0,3 % — корінних американців - 0,1 % — азіатів |

До двох чи більше рас належало 1,3 %. Частка іспаномовних становила 0,7 % від усіх жителів.
За віковим діапазоном населення розподілялося таким чином: 24,2 % — особи молодші 18 років, 58,2 % — особи у віці 18—64 років, 17,6 % — особи у віці 65 років та старші. Медіана віку мешканця становила 45,1 року. На 100 осіб жіночої статі у місті припадало 105,2 чоловіків;  на 100 жінок у віці від 18 років та старших — 109,4 чоловіків також старших 18 років.
Середній дохід на одне домашнє господарство  становив 52 327 доларів США (медіана — 44 500), а середній дохід на одну сім'ю — 56 808 доларів (медіана — 48 000). Медіана доходів становила 41 167 доларів для чоловіків та 35 625 доларів для жінок. За межею бідності перебувало 16,6 % осіб, у тому числі 22,2 % дітей у віці до 18 років та 16,0 % осіб у віці 65 років та старших.
Цивільне працевлаштоване населення становило 348 осіб. Основні галузі зайнятості: освіта, охорона здоров'я та соціальна допомога — 27,3 %, виробництво — 23,0 %, роздрібна торгівля — 13,2 %, будівництво — 8,9 %.